# Anton Saks
Carl Anton Henry Saks, född 11 augusti 1989 i Norrköping, är en svensk basketspelare. 
Anton Saks spelade i Norrköping Dolphins fram till 2015. Säsongen 2015/2016 skrev han på för BC Luleå 
Sedan sommaren 2010 spelar han även i svenska landslaget.